# Thompsonula hyaenae
Thompsonula hyaenae är en kräftdjursart som först beskrevs av I. C. Thompson 1889.  Thompsonula hyaenae ingår i släktet Thompsonula och familjen Thompsonulidae. Arten är reproducerande i Sverige. Inga underarter finns listade i Catalogue of Life.